# St.-Georg-Kirche (Kętrzyn)

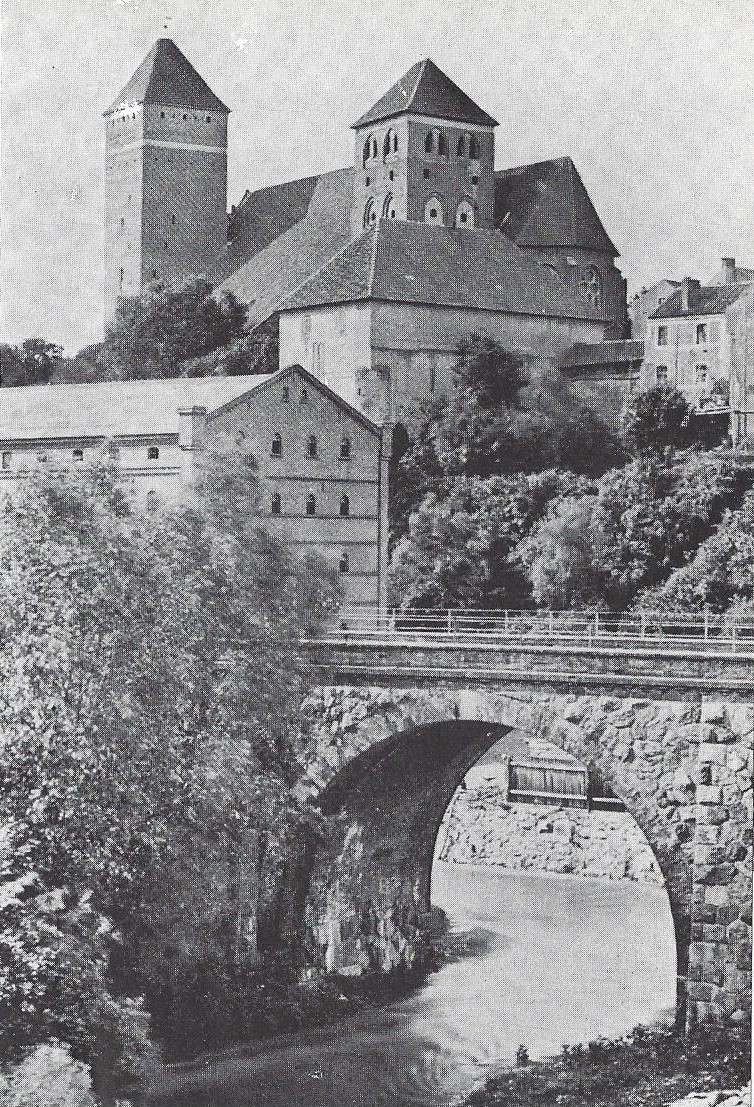
St.-Georg-Kirche über der Guber, davor (mit Walmdach) die Johanneskirche

Die St.-Georg-Kirche ist eine Pfarrkirche in Kętrzyn (Rastenburg). Der Deutsche Orden erbaute sie zwischen 1359 und 1370 als Wehrkirche in Masuren. Von 1524 bis 1945 war sie ein evangelisches Gotteshaus, Als Bazylika kolegiacka św. Jerzego („Stiftsbasilika St. Georg“) dient sie seit 1945 der Römisch-katholischen Kirche in Polen. Papst Johannes Paul II. gab ihr 1999 den Basilika-Titel.

## Anlage
Die Georgskirche wurde in die Befestigung an der Südwestecke der Altstadt integriert. Ihre Südwand war die Verlängerung der Stadtmauer, was die ungewöhnliche Mauerstärke von 1,50 m erklärt. Der 48 m hohe Turm war gleichzeitig der Südwestturm des Verteidigungsrings, hatte an der Basis 2 m dicke Mauern und war vom Kirchenschiff aus über eine Treppe zugänglich. Unter dem Dach des Kirchenschiffs und des Turms verlief ein Wehrgang. Noch im 14. Jahrhundert kam ein (niedrigerer) Verteidigungsturm an der Südostecke hinzu. Beim Ausbau der Kirche im 15. Jahrhundert wurde er erhöht. Reicher verziert als der höhere im Westen, diente er als Glockenturm. Seine größte und älteste Glocke stammte von 1509. Wegen eines Sprunges musste sie 1799 umgeschmolzen werden. Die Uhr versetzte man von dem 1783 abgebrochenen alten Rathaus hierher. Ihre Glocke wurde Anfang des 16. Jahrhunderts gegossen. Der Westturm trug eine Laterne mit hoch aufragender Spitze. 1638 schlug während des Gottesdienstes ein Blitz ein. Er warf den Kopf herunter und verursachte einen Dachstuhlbrand im Kirchenschiff. Danach wurde die Spitze nicht wieder aufgesetzt. Der Westgiebel mit seinen Fialen, die flach aus dem oberen Teil der Giebelmauer hervortreten und das Dach nur wenig überragen, wurde als „Rastenburger Typ“ zum Vorbild für viele andere Kirchen in der Gegend. Das Pfarrhaus hinter dem Josephiturm wurde 1910 erbaut.
Hinter dem Chorraum steht die unscheinbare Johanneskirche. Wie die Georgskirche seit der Reformation im Herzogtum Preußen evangelisch, war sie die Kirche der Masuren.

### Umbauten

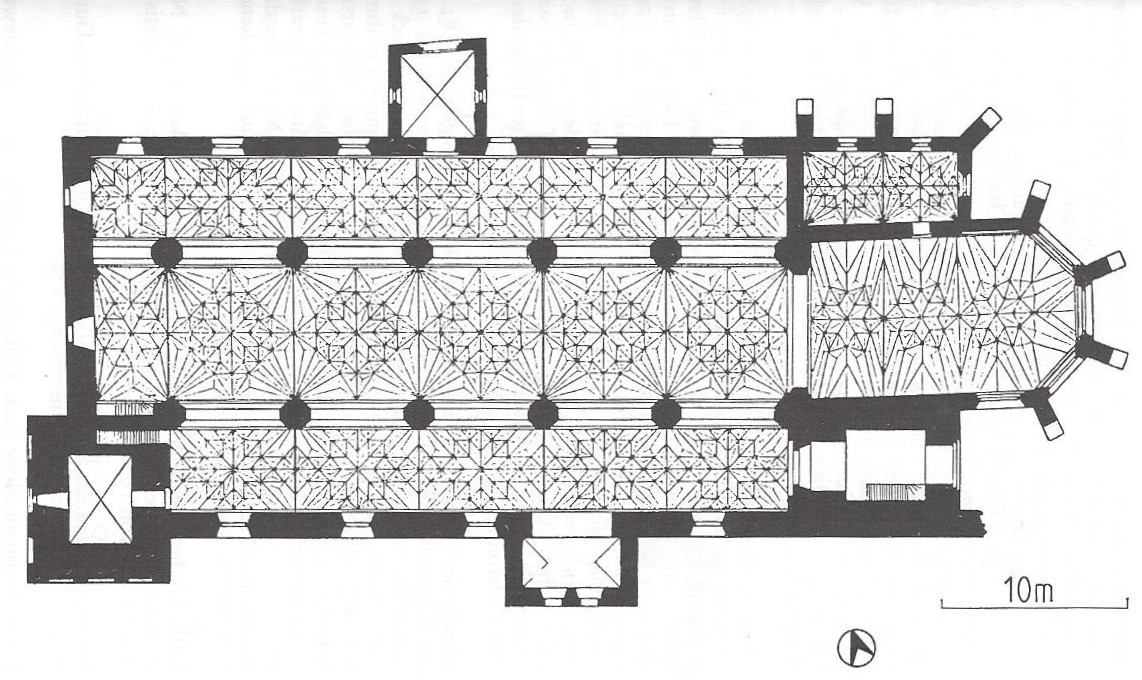
Grundriss

Am Anfang befand sich auf der Nordwest-Seite der Eingang zur Kirche. Dort behinderte er jedoch die Verteidigung; deshalb entstand auf der Nordseite die noch heute benutzte Eingangsvorhalle, die im selben Stil gestaltet wurde. In dieser Halle ist das Weihekreuz von der Kirchweihe 1517 ausgestellt, das man erst 1994 wiederentdeckte. 

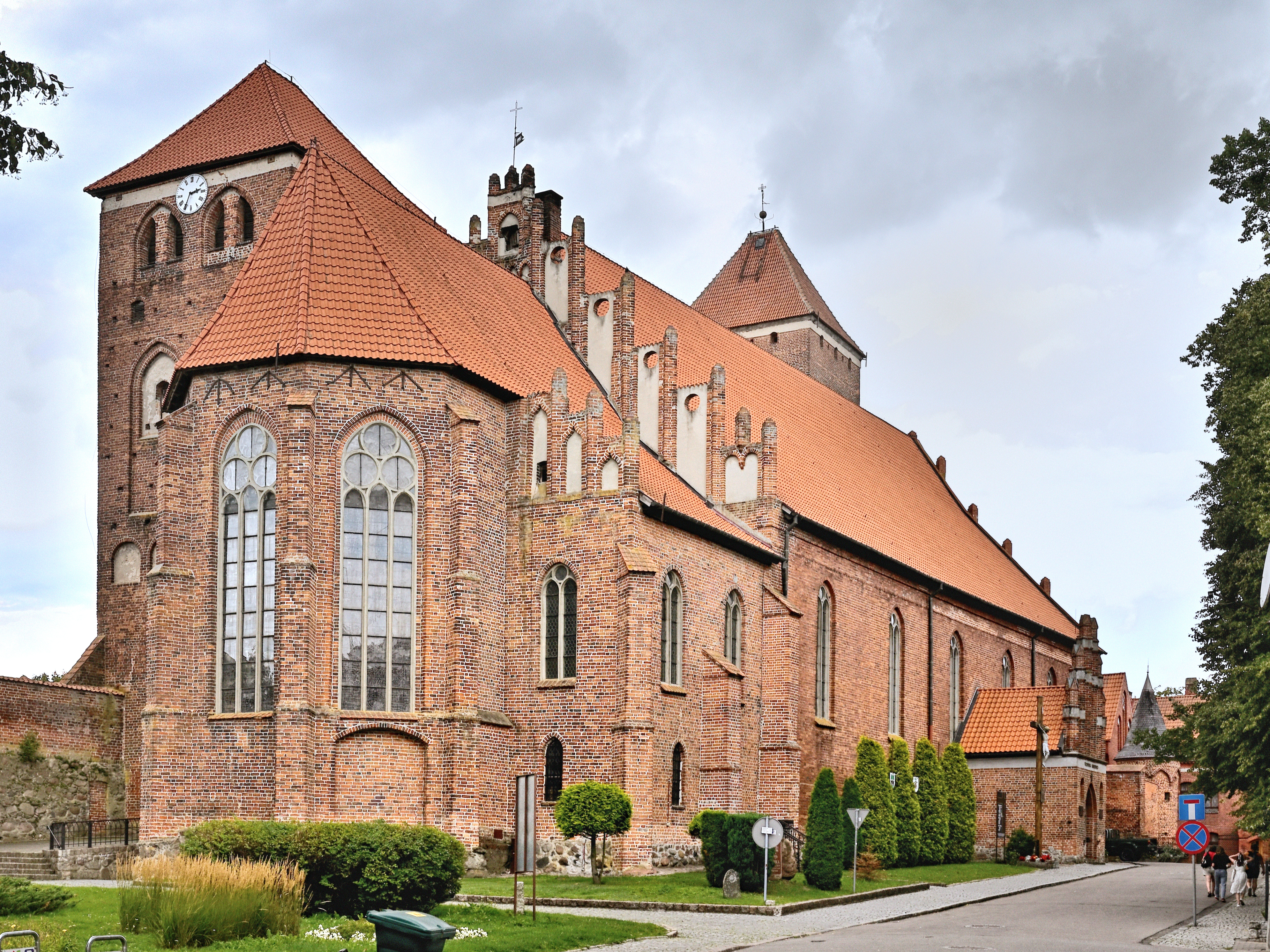
Georgskirche

Ursprünglich als schlichte Hallenkirche ohne Chor konzipiert, teilte man um 1470–1480 den Innenraum durch viereckige, mit Arkaden untereinander verbundene Pfeiler in drei Schiffe ein. Ihre jetzige Gestalt erhielt die Kirche nach einem Brand 1500 bis 1515. Damals baute man den Chor an, schuf den Eingang im Norden mit Vorhalle und ersetzte die Holzdecke durch Kristallgewölbe, beginnend im Chor, wobei die leichte Erhöhung des Mittelschiffs um 2 m zu einem basilikaähnlichen Raumeindruck führte. Diese Bauarbeiten fanden sich dokumentiert auf einer Tafel, die außen in der Ostwand eingelassen war. Diese konnte man aus dem Schutt der Kirche nach dem Krieg retten und jetzt soll sie am letzten Halbpfeiler links verankert worden sein. Vom Mittelschiff in Richtung Altar blickend stellt man fest, dass der Chorraum deutlich nach links abbiegt. Das gibt es in Europa ganz selten. Manche Historiker sind der Ansicht, dass der erst nach 1500 gebaute Chorraum sich nicht gerade einfügen ließ, was durch den schon früher hier erbauten Glockenturm bedingt war. Andere wiederum behaupten, dass der Chorraum absichtlich so gebaut wurde. Die Kirche war nach dem Vorbild eines lateinischen Kreuzes errichtet. Um die Leiden Christi zu würdigen, wurde der Chorraum so gekrümmt, wie Christus am Kreuz den Kopf auf die rechte Schulter herabhängen ließ. In der Mitte der südlichen Wand liegt die ab ca. 1485 angefügte und 1599 im Gewölbe und am Giebel umgebaute Taufkapelle St. Jakob, heute die Muttergotteskapelle. Sie ist auf die 1420 aus der Schützenbruderschaft hervorgegangene St.-Jakobs-Bruderschaft zurückzuführen.

### Ausstattung

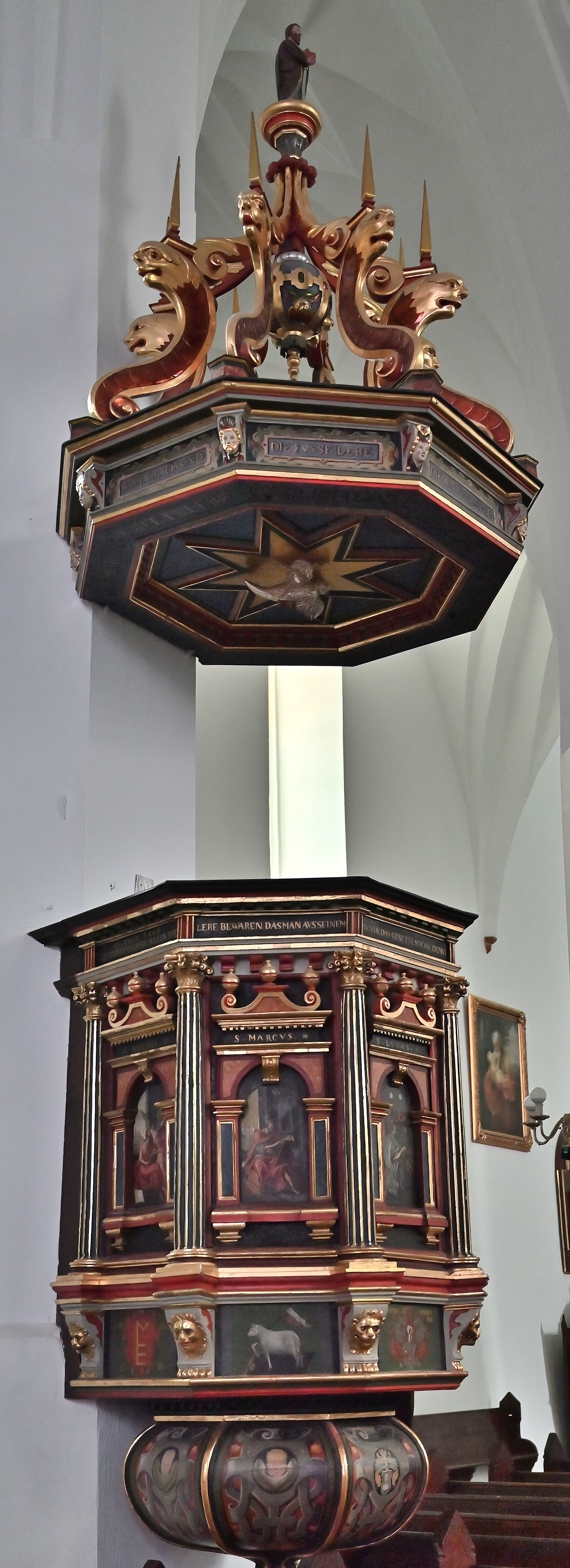
Kanzel der St.-Georgs-Kirche

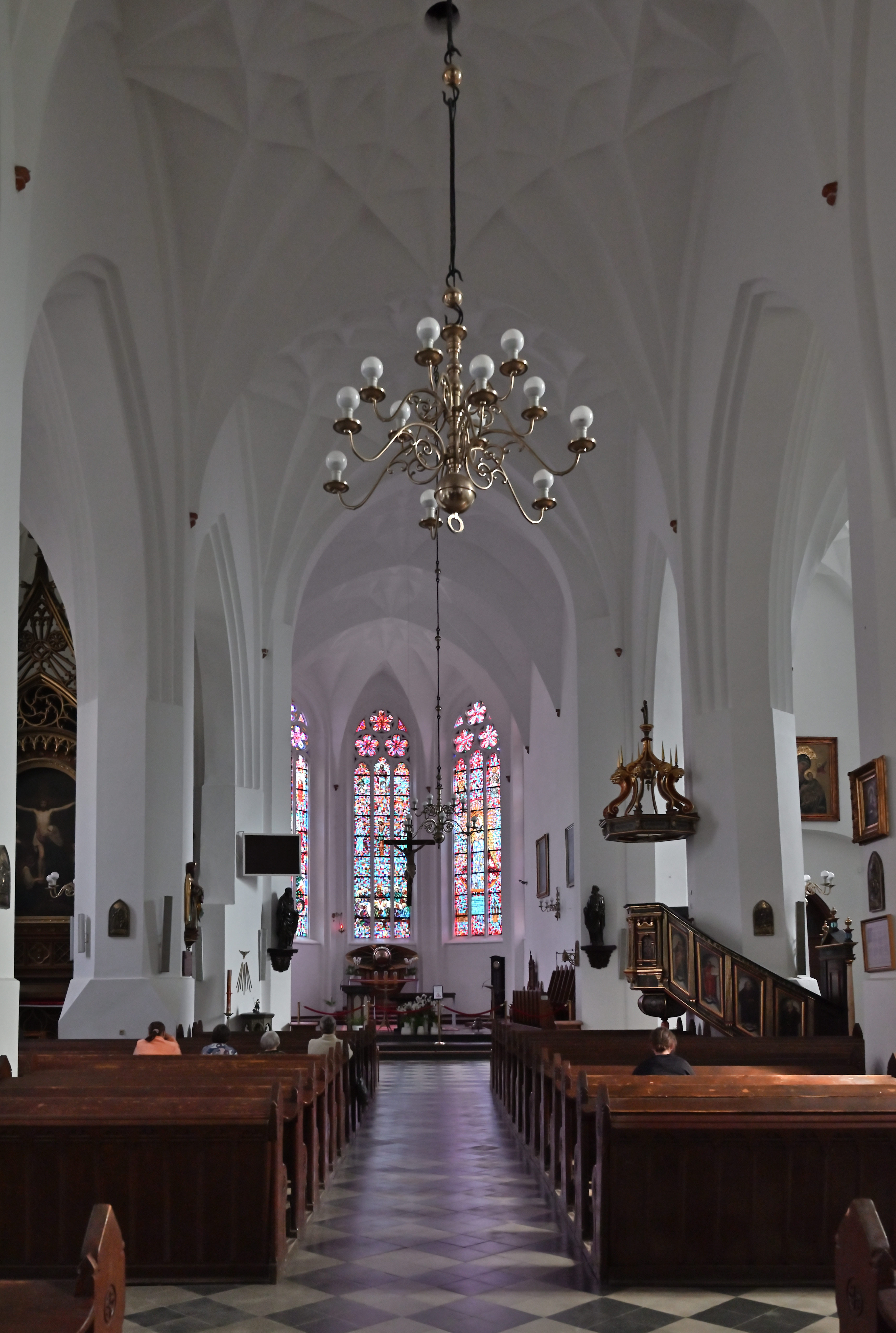
Innenraum der St.-Georgs-Kirche

Die bemerkenswerte Kanzel entstand 1594. Sie trug einst Bilder von Jesus Christus, Paulus von Tarsus und Martin Luther. Im Jahr 1994 sind hier wohl Bilder von Luther und Philipp Melanchthon angebracht worden. Dazu gibt es Darstellungen der Evangelisten. Der einstige Hochaltar steht jetzt rechts vom Chorraum. Er entstand 1862 und zeigt das Gemälde „Christus am Kreuz“ (1870/71) von Ludwig Rosenfelder, dem ersten Leiter der Kunstakademie Königsberg. Es wurde nach dem Krieg mit finanzieller Unterstützung ehemaliger Rastenburger restauriert. Die Orgel ist ein Werk von Johann Josua Mosengel von 1721. An der Orgelempore links gab es das Geweih eines Sechzehnenders mit geschnitztem Kopf. Viele der einst zahlreichen Grabplatten von Pfarrern und Bürgern des 16. bis 18. Jahrhunderts sind nicht mehr vorhanden, auch nicht die mit der ältesten Stadtansicht von Rastenburg des Bürgers Friedrich Spiller, der, gerade zum Bürgermeister gewählt, 1625 der Pest zum Opfer fiel. Die Seuche grassierte damals in der ganzen Stadt und soll 2500 von 3200 Einwohnern das Leben gekostet haben, wie eine Tafel, die sich einmal neben der Taufe befand, bekundete. Im westlichen Teil des rechten Schiffes sind drei Grabplatten eingemauert; die interessanteste stammt aus dem Jahr 1597 und stellt Oberst Schenk dar, den Kommandanten der Stadtwache. Was sonst an Epitaphien gerettet werden konnte, befindet sich teils im Rastenburger, teils im Museum für Ermland und Masuren. Das silberne Taufbecken wurde 1738 von der Familie Hippel gestiftet. Es ist erhalten und steht in der Kirche.

## Evangelische Kirchspielorte (bis 1945)
Zum Kirchspiel Rastenburg gehörten bis 1945 neben der Stadt Rastenburg nahezu 50 Dörfer, Ortschaften und Wohnplätze:
| Name             | Polnischer Name     |  | Name              | Polnischer Name      |  | Name                    | Polnischer Name |
| ---------------- | ------------------- |  | ----------------- | -------------------- |  | ----------------------- | --------------- |
| * Alt Rosenthal  | Stara Różanka       |  | * Jeesau          | Jeżewo               |  | Neumühl                 | Nowy Młyn       |
| Birkenthal       |                     |  | Kattkeim          | Katkajmy             |  | Philippsdorf            | Filipówka       |
| Birkenwerder     | Brzeźnica           |  | Klein Bürgersdorf | Poganówko            |  | * Prangenau             | Pręgowo         |
| * Borken         | Borki               |  | Klein Galbuhnen   |                      |  | Prömbock                | Porębek         |
| Drachenstein     | Smokowo             |  | Klein Neuendorf   | Nowa Wieś Mała       |  | *Rastenburg             | Kętrzyn         |
| Erlenhof         | Olchowo             |  | Klein Neuhof      | Biedaszki Małe       |  | Reimsdorf               | Sławkowo        |
| Friedrichswalde  | Borek               |  | Klein Schatten    | Szaty Małe           |  | Schäferei               | Owczarki        |
| Georgenberg      | Jurki               |  | Kotittlack        | Kotkowo              |  | * Scharfs               | Siemki          |
| Georgenfelde     | Wymiary             |  | Krausenberg       |                      |  | * Schrengen             | Linkowo         |
| Glubenstein      | Głobie              |  | * Krausendorf     | Kruszewiec           |  | Seelack                 | Żyłki           |
| Groß Bürgersdorf | Poganowo            |  | Louisenthal       | Cegielnia            |  | Thurwangen              | Turwągi         |
| Groß Galbuhnen   | Gałwuny             |  | Moritzhof         | Marszewo             |  | *Weischnuren            | Wajsznory       |
| Groß Köskeim     | Kaskajmy            |  | * Muhlack         | Muławki              |  | * Weitzdorf             | Grabno          |
| Groß Neuhof      | Biedaszki           |  | Muhlackshof       | Muławski Dwór        |  | Wilhelmsdorf            | Wilamowo        |
| Grünthal         | Bocian              |  | Neuendorf         | Nowa Wieś Kętrzyńska |  | Windtkeim               | Windykajmy      |
| Hinzenhof        | Zalesie Kętrzyńskie |  | Neu Galbuhnen     | Nowe Gałwuny         |  | Wolka 1938–1945 Spittel | Wólka           |

## Evangelische Pfarrer (bis 1945)
Im 20. Jahrhundert war der Inhaber der 1. Pfarrstelle (bis 1809 mit Diakonenstelle) zugleich Superintendent des Kirchenkreises. Die 2. Pfarrstelle gehörte dem „polnischen“ Pfarrer an der Johanneskirche. Ab 1912 gab es für die Kirchen in Rastenburg eine 3. Pfarrstelle und bereits ab 1888 zusätzlich den Einsatz von Hilfspredigern.
- Christoph Meddingen, 1526–1528
- Michael Meurer, 1529–1531
- Michael von Drahe, 1531–1538
- Appollinaris Pflüger, 1531–1538
- Johann Pauli, 1539–1549
- Georg Blumenstein, 1545
- Bonaventura vom Stein, 1550–1551
- Albert Meldius, 1552–1566
- Bonaventura Achtzenicht, 1561
- Christoph Sperber, 1564–1565
- Lucas Knieper, 1564–1567
- Johann Lidicius Liedtcke, 1566–1570
- Johann Wiesener, bis 1567
- Matthäus Marquardt, 1567
- Bartholomäus Leimbrock, 1568–1570
- Matthias Brew, 1571–1575
- Johann Leuckenroth, 1571–1579
- Lazarus Hohensee, 1576–1581
- Bartholomäus Eßworm, 1579–1586
- Caspar Stürmer, 1581–1597
- Joachim Bliefert, 1586–1593
- Valentin Belendorf d. Ä., 1594–1607
- Simon Siedler, 1597–1616
- Gerhard Roberti, 1608–1616
- Johann Roberti, 1616–1625
- Adam Prätorius, 1616–1642
- Valentin Belendorf d. J., 1625–1628
- Andreas Gille, 1628–1638
- Andreas Zeidler, 1638–1646
- Christian Sinnknecht, 1641–1644
- Wilhelm Witzendorf, 1644–1646
- Christian Walter, 1646–1663
- Philipp Cramer, 1647–1653
- Christian Heiligendörfer, 1653–1656
- Jacob Pentecowius, 1656–1657
- Christoph Bolius, 1658–1696
- Reinhold von Derschau, 1664–1671
- Martin Babtius, 1671–1674
- Georg Heiligendörfer, 1674–1689
- Salomo Jester, 1689–1697
- Christoph Heilbrunner, 1691–1699
- Matthäus Bolius, 1696–1699
- Johann Baasel, 1699–1703
- Johann Johansen, 1699–1712
- Friedrich Seuberlich, 1703–1729
- Adam Sebastian Gasser, 1712–1720
- Georg Heiligendörfer, 1721–1722
- Johann Heinrich Saft, 1722
- Johann Georg Bernhardi, 1722–1752
- Franz Albrecht Schulz, 1724–1729
- Andreas Schumann, 1729–1781
- Elias Heinrich Lindeau, 1752–1781
- Johann Christoph Wiolf, 1771–1772
- Johann Emanuel Volmer, 1774–1782
- Ernst Friedrich Hamilton, 1782–1783
- Wilhelm Pisanski, 1782–1808
- Reinhold Johann, 1783–1792
- Ludwig Leopold Hagemann, 1793–1822
- Carl Friedrich Wendland, 1822–1824
- Christian Michael Nietzki, 1824–1825
- Fürchtegott Adolf Kah, 1825–1840
- Friedrich Wilh. Theod. Dreist, 1841–1855[9]
- Carl August Thal, 1856–1878
- Christian Klapp, 1879–1891[10]
- Johann Theodor Pisch, 1888–1889
- Rudolf Richard O. Taegen, 1888–1889
- Gustav Friedrich Büchler, 1889–1902
- Albert Ferd. O. Rudzewski, 1892–1893
- Heinrich Otto K. Borowski, 1893–1910
- Carl Otto P. Zeigmeister, 1899
- Otto Gerß, 1901–1902
- Willy L.F.M Schwensfeier, ab 1902
- Bruno Gehlhaar, 1905–1908
- Otto Nikutowski, 1908–1910
- Richard Vierzig, 1910–1912
- Gottfried Julius Doliva, 1911–1913
- Ernst Eckermann, 1912–1913
- Bruno Marquardt, 1912–1916
- Gustav Plath, 1914–1929
- Friedrich von Baußnern, 1923–1929
- Oskar Gaidies, ab 1923
- Karl Sedlag, 1929–1945[11]
- Wilhelm Gemmel, 1930–1945
- Johannes Klein, 1939–1945

## Sprachdenkmal
Über die Georgskirche schreibt Arno Holz im  Abschnitt Kindheitsparadies seines Phantasus:
landfernhin schauenden, landfernhin lugenden, landfernhin

sichtbaren

Burgbelfriedtürme

der massig, der mächtig, der

wuchtig

der

sturmtrotzig, ehrwürdig, bollwerkkühn,

letztzufluchtstark

stolzen,

feldsteinuntermauerten, ziegelstumpfbraunrötlichen

berghügelkrönenden,

strebepfeilerigen, sternkreuzgewölbigen,

buntfensterigen

Sankt

Georgenkirche.